# Lebia calliope
Lebia calliope är en skalbaggsart som beskrevs av Bates. Lebia calliope ingår i släktet Lebia och familjen jordlöpare. Inga underarter finns listade i Catalogue of Life.